# Robert Scott (roddare)
Robert Scott, född den 5 augusti 1969 i Perth i Australien, är en australisk roddare.
Han tog OS-silver i tvåa utan styrman i samband med de olympiska roddtävlingarna 1996 i Atlanta.